# Werner Perlinger
Werner Perlinger (* 1942 in Chammünster) ist ein deutscher Autor und Heimatforscher, der sich mit der Geschichte von Orten im Altlandkreis Cham befasst.

## Leben
Perlinger lebt seit seinem achten Lebensjahr in Furth im Wald. Nach seinem Abitur und einem kurzen juristischen Intermezzo, wandte er sich dem Beruf des Journalisten zu und war beim Bayerwald-Echo tätig.
1985 wechselte der damals 43-Jährige zur Stadtverwaltung Furth im Wald, wo er seitdem als Stadtarchivar tätig war. 2007 wurde er in den Ruhestand versetzt. Ehrenamtlich kümmert er sich seither immer noch um das städtische Archivgut und engagiert sich als ehrenamtlicher Kreisarchivpfleger für den Altlandkreis Cham. Er ist zudem im Vorstand des Historischen Vereins für Furth im Wald und Umgebung e.V. aktiv.
Seit seinem Wechsel in den öffentlichen Dienst Mitte der 1980er Jahre verfasste er zahlreiche heimatgeschichtliche Darstellungen zur Erforschung der Geschichte zahlreicher Orte des Landkreises, anfangs Hefte für Schulen und Feriengäste zu Furth im Wald und zur Burg Lichteneck sowie kleinere Beiträge in den „Jahrbüchern des Historischen Vereins für Furth im Wald und Umgebung“, dann Aufsätze in überörtlichen Organen und Zeitschriften wie den „Beiträgen zur Geschichte im Landkreis Cham“, der „Oberpfälzer Heimat“, „Der Bayerwald“, „Schöner Bayerischer Wald“ und „Die Oberpfalz“, Buchprojekte zu verschiedenen Orten des Landkreises, darunter die dreibändige Buchreihe „Geschichte der Stadt Furth im Wald“.
2014 wurde er für seine Verdienste mit dem Kulturpreis des Bezirks Oberpfalz geehrt. Laudator war Hans-Michael Körner, Lehrstuhlinhaber für Geschichtsdidaktik an der Ludwig-Maximilians-Universität München.
Seit 1965 ist er Mitglied der katholischen Studentenverbindung KDStV Vandalia Prag zu München im CV.

## Auszeichnungen
- 2010: Waldschmidt-Preis, Eschlkam
- 2014: Kulturpreis des Bezirks Oberpfalz in der Kategorie Heimatgeschichtsforschung[2]